# Aifur

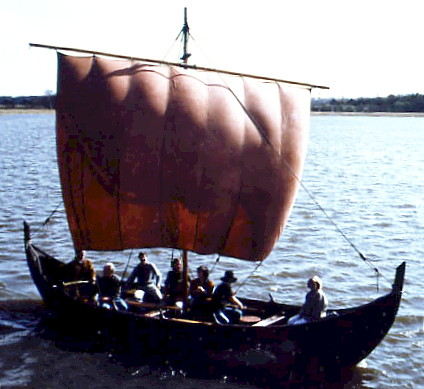
Aifur seglar på Mälaren, 1994.

Aifur är en båtrekonstruktion av vikingatida typ, byggd 1992. Båten ägdes 1992–2005 av en förening med tio medlemmar, Vikingabåtsföreningen Aifur, och var baserad vid Wiks folkhögskola vid Mälaren. Föreningen organiserade tre större expeditioner med båten, alla med syftet att samla erfarenheter om framkomligheten på floderna öster om Östersjön, speciellt den sträcka som i den ryska krönikan kallas "Vägen mellan grekerna och varjagerna". Den första expeditionen, 1994, kallades "Expedition Holmgård" och omfattade sträckan Sigtuna–Novgorod. Den andra expeditionen, 1996, omfattade sträckan Novgorod–Dneprs mynning. 
Den tredje expeditionen genomfördes 2001, mellan Surazj i Vitryssland och Hapsal i Estland. I synnerhet erfarenheterna från 1996, då Aifur tvingades till en lång landtransport för att kunna passera vattendelaren mellan Östersjön och Svarta havet, har varit av stort värde för den forskning som intresserar sig för vikingatidens färder i dessa områden. Det står klart att flodfärder, speciellt mot strömmen, kan vara betydligt mer komplicerade än vad man vid en ytlig blick på kartan kan tro. Med bakgrund av erfarenheterna med Aifur har det föreslagits att kända skandinaviska stödjepunkter i Ryssland som Aldeigjuborg, Gorodisjtje och Timerjovo kan ha varit omlastningsplatser mellan sommar- (båt) och vinter- (släd) transport.

## Namnet
Aifur är sannolikt synonymt med Aeiphor, en av de forsar i Dnepr som omtalas av kejsar Konstantin VII Porfyrogennetos i De administrando imperio, en källa från 900-talet. 
Aifur förekommer som ortnamn på den gotländska Pilgårdsstenen och brukar översättas som "den alltid våldsamma". De administrando imperio berättar även att Aeiphor var forsens rusiska namn – slavernas namn på den anges vara Neasēt vilket översätts med "den omättlige". Det slaviska namnet bevarades som Neasytec (samma betydelse) in i modern tid.
Sedan 1932 är hela området runt Neasytec dränkt av vattnet från kraftverksdammen vid Zaporizjzja. Platsen dokumenterades dock fotografiskt av den svenske arkeologen T. J. Arne 1913.